# 22 agosto
Il 22 agosto è il 234º giorno del calendario gregoriano (il 235º negli anni bisestili). Mancano 131 giorni alla fine dell'anno.

## Eventi
- 408 – L'imperatore romano d'Occidente Onorio ordina l'assassinio del proprio magister militum Stilicone
- 1485 – Con la battaglia di Bosworth Field finisce definitivamente la guerra delle due rose
- 1559 – Bartolomeo de Carranza, arcivescovo spagnolo, viene arrestato per eresia
- 1572 – Francia: dopo le nozze di Enrico di Borbone con la cattolica Margherita di Valois, viene eseguito un attentato a Gaspard de Coligny, capo degli ugonotti; l'azione terminerà nella Notte di San Bartolomeo
- 1642 – Carlo I accusa di tradimento il parlamento inglese, dando inizio alla guerra civile inglese
- 1654 – Jacob Barsimson arriva a New Amsterdam: è il primo immigrato ebraico in quelli che diventeranno gli Stati Uniti d'America
- 1717 – Truppe spagnole sbarcano in Sardegna
- 1741 – Papa Benedetto XIV pubblica la lettera enciclica In suprema Universalis riguardante il digiuno quaresimale
- 1770 – La spedizione di James Cook sbarca sulla costa orientale dell'Australia
- 1775 – Re Giorgio III del Regno Unito dichiara che le colonie americane sono in aperta ribellione
- 1780 – La nave di James Cook HMS Resolution ritorna in Inghilterra senza il capitano Cook stesso, rimasto ucciso alle Hawaii durante il suo terzo viaggio)
- 1791 – Inizio della rivoluzione degli schiavi a Haiti
- 1798 – Sbarco a Killala, Irlanda, di un contingente francese guidato dal generale Humbert nella lotta contro i britannici
- 1846 – Gli Stati Uniti d'America annettono il Nuovo Messico
- 1851
  - L'oro viene scoperto in Australia
  - La prima America's Cup viene vinta dallo yacht America presso l'Isola di Wight
- 1864 – Ratifica della prima convenzione di Ginevra per il miglioramento della sorte dei feriti in battaglia, che porta alla contestuale fondazione della Croce Rossa
- 1901 – Viene fondata la Cadillac Motor Company
- 1902 – Theodore Roosevelt diventa il primo presidente statunitense a viaggiare in automobile
- 1910 – Il Giappone si annette la Corea con trattato di annessione nippo-coreano
- 1914 – In Belgio, le truppe britanniche e tedesche si scontrano per la prima volta nel corso della prima guerra mondiale
- 1922 – Michael Collins, figura di spicco della guerra d'indipendenza irlandese, rimane ucciso in un'imboscata dei repubblicani
- 1926 – A Johannesburg, Sudafrica, viene scoperto l'oro
- 1932 – Entra in esercizio la linea ferroviaria Rovato-Soncino, quarto nucleo della Ferrovia Cremona-Iseo
- 1941 – L'esercito tedesco inizia l'assedio di Leningrado
- 1942 – Il Brasile dichiara guerra alle potenze dell'Asse (Germania nazista, Italia fascista e Impero giapponese)
- 1944 – Ultimo trasporto di ebrei francesi verso i campi di concentramento in Germania
- 1948 – Il criminale nazista Josef Bühler, vice governatore del Governatorato Generale, viene giustiziato a Cracovia tramite impiccagione
- 1950
  - Althea Gibson diventa la prima giocatrice nera del tennis internazionale
  - Papa Pio XII pubblica l'enciclica Humani generis
- 1953 – Viene chiusa la prigione di Devil's Island
- 1962
  - Fallito tentativo di assassinio del presidente francese Charles de Gaulle
  - La Savannah, la prima nave a propulsione atomica del mondo, completa il suo viaggio inaugurale
- 1968 – Papa Paolo VI arriva a Bogotà, Colombia: è la prima visita di un papa in America Latina
- 1972 – La Rhodesia viene espulsa dal Comitato Olimpico Internazionale per le sue politiche razziste
- 1981 – Si apre a Ōsaka la XX edizione del Nihon SF taikai, popolarmente nota come Daicon III, per la quale viene realizzato il video d'apertura Daicon III Opening Animation
- 1984 – Il paleoantropologo Alan Walker e il suo team trovano i resti del "Ragazzo del Turkana", un Homo erectus quasi perfettamente conservato
- 1988 – Viene emesso il Koala australiano, la prima moneta di platino del mondo
- 1989 – Viene scoperto il primo anello di Nettuno
- 2004 – I due dipinti di Edvard Munch L'urlo e Madonna vengono rubati dal Museo Munch a Oslo; verranno ritrovati in città il 31 agosto 2006
- 2006 – Grigori Perelman rifiuta la medaglia Fields, assegnatagli per il lavoro sulla congettura di Poincaré.

## Nati
Ci sono circa 1 090 voci su persone nate il 22 agosto; vedi la pagina Nati il 22 agosto per un elenco descrittivo o la categoria Nati il 22 agosto per un indice alfabetico.

## Morti
Ci sono circa 490 voci su persone morte il 22 agosto; vedi la pagina Morti il 22 agosto per un elenco descrittivo o la categoria Morti il 22 agosto per un indice alfabetico.

## Feste e ricorrenze

### Civili
Internazionali:
- Giornata internazionale di commemorazione delle vittime di atti di violenza basati sul credo religioso

### Religiose
Cristianesimo:
- Beata Vergine Maria Regina
- Sant'Andrea di Scozia, confessore
- Santi Fabriziano e Filiberto, martiri
- San Filippo Benizi, sacerdote
- San Giovanni Kemble, sacerdote e martire
- San Giovanni Wall, sacerdote e martire
- Sant'Ildebrando di Bagnoregio, vescovo
- San Sinforiano di Autun, martire
- San Timoteo di Roma, martire
- Beato Bernardo da Offida, religioso cappuccino
- Beato Elia Leymarie de Laroche, martire
- Beato Giacomo Bianconi da Bevagna, domenicano
- Beato Giulio Melgar Salgado, sacerdote e martire
- Beati Guglielmo Lacey e Riccardo Kirkman, sacerdoti e martiri
- Beato Narciso de Estenaga y Echevarria, vescovo e martire
- Beato Symeon Lukač, vescovo e martire
- Beato Stefano de Fontsanta, patriarca di Gerusalemme
- Beato Timoteo da Monticchio, francescano
- Beato Tommaso Percy, conte di Northumberland, martire